# Kiersity (powiat bartoszycki)
Kiersity (niem. Kirschitten) – wieś w Polsce położona w województwie warmińsko-mazurskim, w powiecie bartoszyckim, w gminie Bartoszyce. W latach 1975–1998 miejscowość administracyjnie należała do województwa olsztyńskiego.
W 1889 r. Kiersity były folwarkiem, należącym do majątku ziemskiego Tolko i należały do rodziny baronów von Tettau. W 1983 r. we wsi było 21 domów, ulice miały elektryczne oświetlenie i mieszkało 106 osób. We wsi funkcjonowało 20 indywidualnych gospodarstw rolnych, uprawiających łącznie 204 ha ziemi. W tym czasie działał punkt biblioteczny i świetlica.